# 上海海湾寝园
上海海湾寝园（简称海湾园）是中華人民共和國上海市奉賢區奉贤海湾旅游区海乐路200号的一座公墓，成立于1985年，占地约1000亩，属于上海市一级公墓。内有一座上海知青博物馆。